# Selección masculina de rugby 7 de Nueva Zelanda

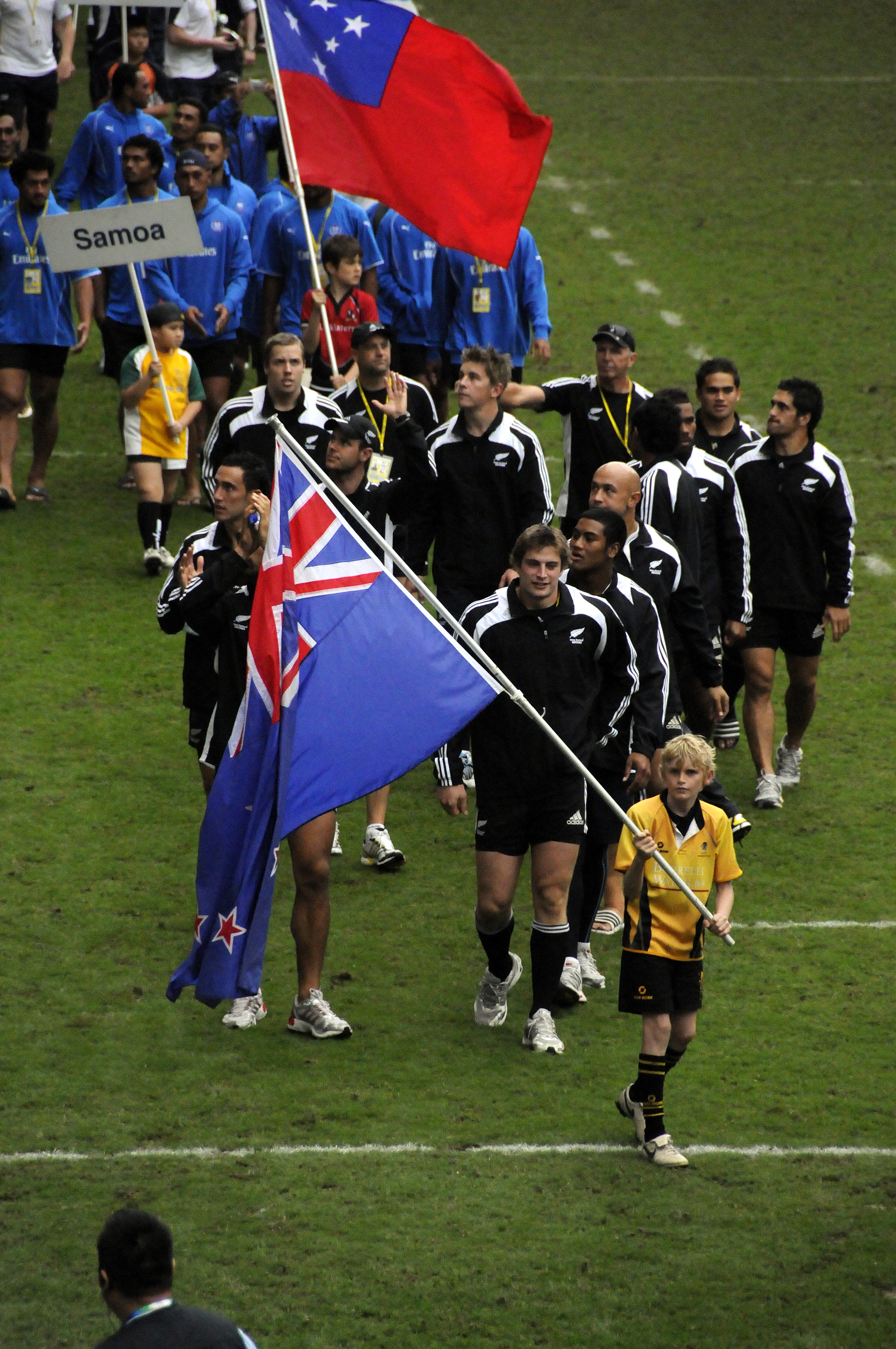
Selección de rugby 7 de Nueva Zelanda en el Seven de Hong Kong de 2009

La selección masculina de rugby 7 de Nueva Zelanda es el equipo de rugby 7 conformado por los mejores jugadores de la Unión de Rugby de Nueva Zelanda. Desde 2012 se llama oficialmente All Blacks Sevens, en referencia a su vestimenta negra.
La selección de Nueva Zelanda se conformó por primera vez en 1973 para disputar el Seven Internacional de Escocia, el primer torneo de selecciones nacionales de rugby 7 de la historia. Resultó segundo en su grupo, luego de derrotar a Australia y Escocia y perder ante Irlanda.
Nueva Zelanda comenzó a competir en el Seven de Hong Kong en 1983. Ganó el torneo en diez ediciones: 1986, 1987 y 1989, luego en 1994, 1995 y 1996, más tarde en 2000 y 2001, y finalmente en 2008 y 2011; además fue subcampeón en otras diez ediciones.
El equipo disputa la Copa del Mundo de Rugby 7 desde su primera edición en 1993. Resultó campeón en 2001, 2013 y 2018, segundo en 2005, tercero en 1997 y quinto en 2009.
A partir de la temporada 1999/00, Nueva Zelanda compite en la Serie Mundial Masculina de Rugby 7. Obtuvo el campeonato en 13 ediciones de 21, y ostenta el récord de torneos ganados con 56.
En los Juegos de la Mancomunidad de 1998, la selección de Nueva Zelanda ha obtenido cinco medallas de oro y una de plata.
Algunos de los jugadores más destacados de la selección de Nueva Zelanda han sido Tomasi Cama, DJ Forbes, Tafai Ioasa, Gillies Kaka, Tim Mikkelson, Lote Raikabula, Amasio Raoma, Sherwin Stowers y Karl Tenana.
Al igual que los All Blacks, esta selección realiza la danza ritual Haka antes de cada partido para reivindicar su cultura e intimidar a los rivales.

## Palmarés
- Copa del Mundo de Rugby 7 (3): 2001, 2013, 2018
- Juegos de la Mancomunidad (5): 1998, 2002, 2006, 2010, 2018.
- Oceania Sevens (2): 2022,  2023
- Serie Mundial Masculina de Rugby 7 (14): 1999-00, 2000-01, 2001-02, 2002-03, 2003-04, 2004-05, 2006-07, 2007-08, 2010-11, 2011-12, 2012-13, 2013-14, 2019-20, 2022-23
  - Seven de Dubái (6): 1999, 2000, 2002, 2007, 2009, 2018
  - Seven de Sudáfrica (11): 2000, 2001, 2004, 2006, 2007, 2009, 2010, 2011, 2012, 2017, 2019
  - Seven de Nueva Zelanda (10): 2003, 2004, 2005, 2008, 2011, 2012, 2014, 2015, 2016, 2020
  - Seven de Australia (5): 2011, 2014, 2016, 2019, 2023
  - Seven de Estados Unidos (4): 2005, 2008, 2022, 2023
  - Seven de Canadá (2): 2016, 2020
  - Seven de Hong Kong (7): 2000, 2001, 2008, 2011, 2014, 2023, 2024
  - Seven de Singapur (4): 2002, 2005, 2023, 2024
  - Seven de Francia (3): 2000, 2004, 2023
  - Seven de Londres (5): 2001, 2002, 2007, 2013, 2014
  - Seven de Cardiff (2): 2001, 2002
  - Seven de Chile (1): 2002
  - Seven de China (1): 2002
  - Seven de Escocia (4): 2007, 2008, 2012, 2014
  - Seven de Fiyi (1): 2000
  - Seven de Japón (1): 2001
  - Seven de Malasia (1): 2002
  - Seven de Punta del Este (1): 2000
- Seven de Hong Kong (6): 1986, 1987, 1989, 1994, 1995, 1996

## Participación en copas
| - Edimburgo 1993: 7º puesto - Hong Kong 1997: 3º puesto - Mar del Plata 2001: Campeón - Hong Kong 2005: 2º puesto - Dubái 2009: 5º puesto - Moscú 2013: Campeón - San Francisco 2018: Campeón - Ciudad del Cabo 2022: 2º puesto - Oceania Sevens 2014: 2º puesto - Oceania Sevens 2015: no participó - Oceania Sevens 2016: no participó - Oceania Sevens 2017: 2º puesto - Oceania Sevens 2018: 2º puesto - Oceania Sevens 2019: 7º puesto - Oceania Sevens 2021: 2º puesto - Kuala Lumpur 1998: 1º puesto - Mánchester 2002: 1º puesto - Melbourne 2006: 1º puesto - Delhi 2010: 1º puesto - Glasgow 2014: 2º puesto - Gold Coast 2018: 1º puesto - Birmingham 2022: 3º puesto - Juegos Mundiales de 2001: 3º puesto | - Serie Mundial 99-00: 1º puesto (186 pts) - Serie Mundial 00-01: 1º puesto (162 pts) - Serie Mundial 01-02: 1º puesto (198 pts) - Serie Mundial 02-03: 1º puesto (112 pts) - Serie Mundial 03-04: 1º puesto (128 pts) - Serie Mundial 04-05: 1º puesto (116 pts) - Serie Mundial 05-06: 4º puesto (76 pts) - Serie Mundial 06-07: 1º puesto (130 pts) - Serie Mundial 07-08: 1º puesto (154 pts) - Serie Mundial 08-09: 4º puesto (88 pts) - Serie Mundial 09-10: 2º puesto (149 pts) - Serie Mundial 10-11: 1º puesto (166 pts) - Serie Mundial 11-12: 1º puesto (167 pts) - Serie Mundial 12-13: 1º puesto (173 pts) - Serie Mundial 13-14: 1º puesto (180 pts) - Serie Mundial 14-15: 3º puesto (152 pts) - Serie Mundial 15-16: 3º puesto (158 pts) - Serie Mundial 16-17: 4º puesto (137 pts) - Serie Mundial 17-18: 3º puesto (150 pts) - Serie Mundial 18-19: 3º puesto (162 pts) - Serie Mundial 19-20: 1º puesto (115 pts) - Serie Mundial 20-21: no participó - Serie Mundial 21-22: 8º puesto (80 pts) - Serie Mundial 22-23: 1º puesto (200 pts) - SVNS 23-24: 4º puesto - SVNS 24-25: 3° puesto - Río 2016: 5º puesto - Tokio 2020: 2º puesto - París 2024: 5° puesto |